# Gryllotalpa
Genre
Gryllotalpa est un genre d'insectes orthoptères de la famille des Gryllotalpidae.

## Distribution
Les espèces de ce genre se rencontrent en Europe, en Afrique, en Asie, en Océanie et en Amérique du Nord.
L'espèce la plus connue en Europe est la courtilière ou taupe-grillon Gryllotalpa gryllotalpa.

## Liste des espèces
Selon Orthoptera Species File :
- Gryllotalpa africana Beauvois, 1805
- Gryllotalpa australis Erichson, 1842
- Gryllotalpa babinda Otte & Alexander, 1983
- Gryllotalpa brachyptera Tindale, 1928
- Gryllotalpa brevilyra Townsend, 1983
- Gryllotalpa bulla Townsend, 1983
- Gryllotalpa chinensis Westwood, 1838
- Gryllotalpa coarctata Walker, 1869
- Gryllotalpa cophta (Haan, 1842)
- Gryllotalpa cossyrensis Baccetti & Capra, 1978
- Gryllotalpa cultriger Uhler, 1864
- Gryllotalpa debilis Gerstaecker, 1869
- Gryllotalpa dentista Yang, 1995
- Gryllotalpa devia Saussure, 1877
- Gryllotalpa elegans Chopard, 1934
- Gryllotalpa formosana Shiraki, 1930
- Gryllotalpa fulvipes Saussure, 1877
- Gryllotalpa fusca Chopard, 1930
- Gryllotalpa gorkhana Ingrisch, 2006
- Gryllotalpa gracilis Chopard, 1930
- Gryllotalpa gryllotalpa (Linnaeus, 1758)
- Gryllotalpa henana Cai & Niu, 1998
- Gryllotalpa hirsuta Burmeister, 1838
- Gryllotalpa howensis Tindale, 1928
- Gryllotalpa inermis Chopard, 1925
- Gryllotalpa insulana Chopard, 1954
- Gryllotalpa isfahan Ingrisch, Nikouei & Hatami, 2006
- Gryllotalpa jinxiuensis You & Lin, 1990
- Gryllotalpa krimbasi Baccetti, 1992
- Gryllotalpa mabiana Ma, Xu & Takeda, 2008
- Gryllotalpa madecassa (Chopard, 1920)
- Gryllotalpa major Saussure, 1874
- Gryllotalpa marismortui Broza, Blondheim & Nevo, 1998
- Gryllotalpa maroccana Baccetti, 1987
- Gryllotalpa microptera Chopard, 1939
- Gryllotalpa micropthalma Chopard, 1936
- Gryllotalpa minuta Burmeister, 1838
- Gryllotalpa monanka Otte & Alexander, 1983
- Gryllotalpa nitens Ingrisch, 2006
- Gryllotalpa nitidula Serville, 1838
- Gryllotalpa obscura Chopard, 1966
- Gryllotalpa octodecim Baccetti & Capra, 1978
- Gryllotalpa orientalis Burmeister, 1838
- Gryllotalpa ornata Walker, 1869
- Gryllotalpa oya Tindale, 1928
- Gryllotalpa parva Townsend, 1983
- Gryllotalpa pilosipes Tindale, 1928
- Gryllotalpa pluridens Townsend, 1983
- Gryllotalpa pluvialis (Mjoberg, 1913)
- Gryllotalpa pygmaea Ingrisch, 1990
- Gryllotalpa quindecim Baccetti & Capra, 1978
- Gryllotalpa robusta Townsend, 1983
- Gryllotalpa rufescens Chopard, 1948
- Gryllotalpa sedecim Baccetti & Capra, 1978
- Gryllotalpa septemdecimchromosomica Ortiz, 1958
- Gryllotalpa spissidens Townsend, 1983
- Gryllotalpa stepposa Zhantiev, 1991
- Gryllotalpa tali Broza, Blondheim & Nevo, 1998
- Gryllotalpa unispina Saussure, 1874
- Gryllotalpa viginti Baccetti & Capra, 1978
- Gryllotalpa vigintiunum Baccetti, 1991
- Gryllotalpa vineae Bennet-Clark, 1970
- Gryllotalpa wudangensis Li, Ma & Xu, 2007
- †Gryllotalpa tridactylina Secretan, 1975

## Publication originale
: document utilisé comme source pour la rédaction de cet article.
Latreille, 1802 : Histoire naturelle, générale et particulière des Crustacés et Insectes.

### Référence taxonomiques
- (en) Catalogue of Life : Gryllotalpa Latreille, 1802 (consulté le 11 janvier 2023)
- (en) Fauna Europaea : Gryllotalpa Latreille, 1802 (consulté le 11 janvier 2023)
- (fr + en) ITIS : Gryllotalpa  Latreille, 1802 (consulté le 26 février 2023)
- (en) Animal Diversity Web : Gryllotalpa (consulté le 26 février 2023)
- (en) NCBI : Gryllotalpa (taxons inclus) (consulté le 26 février 2023)
- (en) UICN : taxon  Gryllotalpa  (consulté le 7 janvier 2023)